# Otto Heubner
Johann Otto Leonhard Heubner (ur. 21 stycznia 1843 w Mühltroff, zm. 17 października 1926 w Loschwitz) – niemiecki lekarz pediatra.
Studiował medycynę na Uniwersytecie w Lipsku, w 1867 został asystentem Carla Wunderlicha. W 1891 został profesorem pediatrii w Lipsku. W 1894 przeniósł się do Berlina i został dyrektorem kliniki pediatrii Charité.
Był jednym z pionierów pediatrii jako samodzielnej specjalności medycznej. Przyczynił się do zmniejszenia śmiertelności noworodków w Charité, popularyzował aseptykę. Wspólnie z Maxem Rubnerem badał metabolizm noworodków. Razem z Heinrichem Henochem stosował antytoksynę przeciwbłoniczą.
Jako jeden z pierwszych przedstawił opisy kiłowego zarostowego zapalenia naczyń, nazywanego niekiedy chorobą Heubnera. Upamiętnia go również eponim tętnicy Heubnera.